# Salvador Cordero
Salvador Cordero Buenrostro (Ciudad de México, 10 de agosto de 1876 - ibídem, 18 de febrero de 1951) fue un catedrático, escritor y académico mexicano.

## Semblanza biográfica
Realizó estudios en jurisprudencia pero los abandonó para dedicarse a la docencia y a las letras. Impartió clases en la Escuela Nacional Preparatoria, en el Colegio Militar,  y en la Escuela de Artes y Oficios para varones. 
Fue secretario del Museo Nacional de Arqueología, Historia y Etnografía, bibliotecario de la Biblioteca de la Secretaría de Relaciones Exteriores, jefe y censor del Departamento Editorial de la Casa Bouret. En la administración pública, fue alcalde de los ayuntamientos de Tlalpan y de Mixcoac.
El 23 de octubre de 1918, fue nombrado miembro de número de la Academia Mexicana de la Lengua, tomó posesión de la silla II el 22 de mayo de 1920 con el discurso "Importancia práctica de la lectura y de la recitación en la enseñanza del idioma nacional", el cual fue contestado por José López Portillo y Rojas. Murió en su ciudad natal el 18 de febrero de 1951.

## Obras publicadas
- Auras y alcores: versos, 1907.
- Semblanzas lugareñas, 1917.
- Memorias de un alcalde: apuntes de psicología puelberina, 1921.
- La literatura durante la guerra de independencia, 1920.
- El brincón: Historio de un caballo mexicano. Libro de lectura para las escuelas primarias superiores, 1920.
- El universo y la moral: libro de lectura, 1922.
- Memorias de un juez de paz: puestas en orden y escritas en forma narrativa, 1913.
- Barbarismos, galicismos y solecismos de uso más frecuente, 1918.
- Cómo debe procederse a la enseñanza de la lengua española, 1937.